# Live from Wembley Arena, London, England
Live from Wembley Arena, London, England è un video concerto della cantante statunitense Pink pubblicato tra il marzo e il giugno 2007.
Documenta il concerto della cantante tenuto alla Wembley Arena di Londra, il 4 dicembre 2006 durante l'I'm Not Dead Tour. le performance di lady Marmalade e della cover di Bob Marley Redemption Song non vennero incluse nel DVD.

## Tracce
1. Cuz I Can
2. Trouble
3. Just like a Pill
4. Who Knew
5. I'm Not Dead
6. Stupid Girls
7. Spanish Dance
8. There You Go
9. God Is a DJ
10. Fingers
11. Family Portrait
12. The One That Got Away
13. Dear Mr. President
14. What's Up
15. U + Ur Hand
16. 18 Wheeler
17. Don't Let Me Get Me
18. Leave Me Alone (I'm Lonely)
19. Nobody Knows
20. Get the Party Started

### DVD Bonus
- In Tour con Pink
- Galleria fotografica
- Tracce-Audio

1. "Crash and Burn"
2. "U + Ur Hand" (Bimbo Jones Remix)